# به خانه عروسک خوش آمدید
به خانهٔ عروسک خوش آمدید (به انگلیسی: Welcome to the Dollhouse) یک فیلم در سبک‌های داستان بلوغ و کمدی سیاه به‌نویسندگی و کارگردانی تاد سولوندز می‌باشد. این فیلم مستقل در جشنوارهٔ فیلم ساندنس که در سال ۱۹۹۶ برگزار شده بود موفق به دریافت جایزهٔ بزرگ هیئت داوران شد و این برای حرفهٔ سولوندز و هتر ماتارازو موفقیت بزرگی بود. داستان به خانهٔ عروسک خوش آمدید درمورد دانش‌آموز دبیرستانی نامحبوب دان می‌باشد که در سعی تلاش است تا بتواند از سمت دانش‌آموزان شرور و والدین بی‌توجه خود احترام کسب نماید. همچنین دان در دو فیلم دیگر سولوندز تحت نام‌های واروخونه و سگ-سوسیسی حضور یافته‌است. عنوان کاری این فیلم فاگوت‌ها و عقب‌مانده‌ها می‌بود.